# Lola LC89
Lola LC89 (oznaczenie fabryczne T89/30) – samochód Formuły 1, zaprojektowany przez Erika Broadleya, Chrisa Murphy'ego i Hansa Fouche. Skonstruowany został przez Lola Cars dla zespołu Larrousse na sezon 1989. W dwóch Grand Prix sezonu 1990 uczestniczył model LC89B.
Samochód był napędzany przez silniki Lamborghini, których dostawę Larrousse zapewnił sobie przed sezonem 1989. Model był jednak zawodny i powolny. Wskutek tego jedyny punkt wywalczył nim Philippe Alliot podczas Grand Prix Hiszpanii 1989.
Następcą modelu była Lola LC90.

## Wyniki w Formule 1
| Legenda oznaczeń w tabelach wyników Wyświetl szablon na nowej stronie | Legenda oznaczeń w tabelach wyników Wyświetl szablon na nowej stronie                                                                     |
| Oznaczenie                                                            | Wyjaśnienie |
| --------------------------------------------------------------------- | --- |
| Złoty                                                                 | Zwycięzca lub mistrzostwo |
| Srebrny                                                               | 2. miejsce lub wicemistrzostwo |
| Brązowy                                                               | 3. miejsce lub II wicemistrzostwo |
| Zielony                                                               | Ukończył, punktował (w klasyfikacji generalnej, gdy zdobył co najmniej jeden punkt na przestrzeni sezonu, poza trzema powyższymi opcjami) |
| Niebieski                                                             | Ukończył, nie punktował (w klasyfikacji generalnej, gdy nie zdobył co najmniej jednego punktu na przestrzeni sezonu)                      |
| Czerwony                                                              | Nie zakwalifikował się (NZ) |
| Czerwony                                                              | Nie prekwalifikował się (NPK) |
| Różowy                                                                | Nie ukończył (NU) |
| Różowy                                                                | Niesklasyfikowany (NS) (w klasyfikacji generalnej, gdy nie został sklasyfikowany w żadnym wyścigu sezonu)                                 |
| Czarny                                                                | Zdyskwalifikowany (DK) |
| Czarny                                                                | Wykluczony (WYK/EX) |
| Biały                                                                 | Nie wystartował (NW) |
| Biały                                                                 | Kontuzjowany (K/INJ) |
| Biały                                                                 | Wyścig odwołany (OD/C) |
| Bez koloru                                                            | Został wycofany (WYC/WD) |
| Bez koloru                                                            | Nie przybył (NP/DNA) |
| Bez koloru                                                            | Nie brał udziału w treningach (NT/DNP) |
| Bez koloru                                                            | Nie został zgłoszony (–) |
| Pogrubienie                                                           | Start z pole position |
| Kursywa                                                               | Najszybsze okrążenie wyścigu |
| †                                                                     | Nie ukończył, ale jego rezultat został zaliczony ze względu na przejechanie więcej niż 90% dystansu wyścigu.                              |
| *                                                                     | Sezon w trakcie |
| 1/2/3                                                                 | Punktowana pozycja w sprincie kwalifikacyjnym                                                                                             |
| Lista systemów punktacji Formuły 1                                    | |

| Sezon | Zespół            | Silnik      | Kierowcy         | Wyniki w poszczególnianych eliminacjach | Wyniki w poszczególnianych eliminacjach | Wyniki w poszczególnianych eliminacjach | Wyniki w poszczególnianych eliminacjach | Wyniki w poszczególnianych eliminacjach | Wyniki w poszczególnianych eliminacjach | Wyniki w poszczególnianych eliminacjach | Wyniki w poszczególnianych eliminacjach | Wyniki w poszczególnianych eliminacjach | Wyniki w poszczególnianych eliminacjach | Wyniki w poszczególnianych eliminacjach | Wyniki w poszczególnianych eliminacjach | Wyniki w poszczególnianych eliminacjach | Wyniki w poszczególnianych eliminacjach | Wyniki w poszczególnianych eliminacjach | Wyniki w poszczególnianych eliminacjach | Wyniki kierowców | Wyniki kierowców | Wyniki konstruktora | Wyniki konstruktora |
| 1989  |                   |             |                  | Brazylia                                | San Marino                              | Monako                                  | Meksyk                                  | Stany Zjednoczone                       | Kanada                                  | Francja                                 | Wielka Brytania                         | Niemcy                                  | Węgry                                   | Belgia                                  | Włochy                                  | Portugalia                              | Hiszpania                               | Japonia                                 | Australia                               | Pkt.             | Msc.             | Pkt.                | Msc.                |
| ----- | ----------------- | ----------- | ---------------- | --------------------------------------- | --------------------------------------- | --------------------------------------- | --------------------------------------- | --------------------------------------- | --------------------------------------- | --------------------------------------- | --------------------------------------- | --------------------------------------- | --------------------------------------- | --------------------------------------- | --------------------------------------- | --------------------------------------- | --------------------------------------- | --------------------------------------- | --------------------------------------- | ---------------- | ---------------- | ------------------- | ------------------- |
| 1989  | Equipe Larrousse  | Lamborghini | Yannick Dalmas   | -                                       | -                                       | NZ                                      | NZ                                      | NZ                                      | NZ                                      | -                                       | -                                       | -                                       | -                                       | -                                       | -                                       | -                                       | -                                       | -                                       | -                                       | 0                | NS               | 1                   | 16                  |
| 1989  | Equipe Larrousse  | Lamborghini | Éric Bernard     | -                                       | -                                       | -                                       | -                                       | -                                       | -                                       | 11                                      | NU                                      | -                                       | -                                       | -                                       | -                                       | -                                       | -                                       | -                                       | -                                       | 0                | 31               | 1                   | 16                  |
| 1989  | Equipe Larrousse  | Lamborghini | Michele Alboreto | -                                       | -                                       | -                                       | -                                       | -                                       | -                                       | -                                       | -                                       | NU                                      | NU                                      | NU                                      | NU                                      | 11                                      | NPK                                     | NZ                                      | NPK                                     | 0 (6)            | 13               | 1                   | 16                  |
| 1989  | Equipe Larrousse  | Lamborghini | Philippe Alliot  | -                                       | -                                       | NU                                      | NS                                      | NU                                      | NU                                      | NU                                      | NU                                      | NU                                      | NPK                                     | 16                                      | NU                                      | 9                                       | 6                                       | NU                                      | NU                                      | 1                | 29               | 1                   | 16                  |
| 1990  |                   |             |                  | Stany Zjednoczone                       | Brazylia                                | San Marino                              | Monako                                  | Kanada                                  | Meksyk                                  | Francja                                 | Wielka Brytania                         | Niemcy                                  | Węgry                                   | Belgia                                  | Włochy                                  | Portugalia                              | Hiszpania                               | Japonia                                 | Australia                               | Pkt.             | Msc.             | Pkt.                | Msc.                |
| 1990  | Espo Larrousse F1 | Lamborghini | Éric Bernard     | 8                                       | NU                                      | -                                       | -                                       | -                                       | -                                       | -                                       | -                                       | -                                       | -                                       | -                                       | -                                       | -                                       | -                                       | -                                       | -                                       | 0 (5)            | 13               | 0 (11)              | 6                   |
| 1990  | Espo Larrousse F1 | Lamborghini | Aguri Suzuki     | NU                                      | NU                                      | -                                       | -                                       | -                                       | -                                       | -                                       | -                                       | -                                       | -                                       | -                                       | -                                       | -                                       | -                                       | -                                       | -                                       | 0 (6)            | 12               | 0 (11)              | 6                   |